# Des abeilles et des hommes
Pour plus de détails, voir Fiche technique et Distribution.
Des abeilles et des hommes (More than Honey) est un film documentaire suisse écrit et réalisé par Markus Imhoof et sorti en 2012.
À vocation pédagogique, il éclaire le spectateur sur l'éventualité d'une disparition des abeilles et des conséquences qu'elle produirait.
Il est sélectionné pour représenter la Suisse aux Oscars du cinéma 2014 dans la catégorie meilleur film en langue étrangère.

## Synopsis

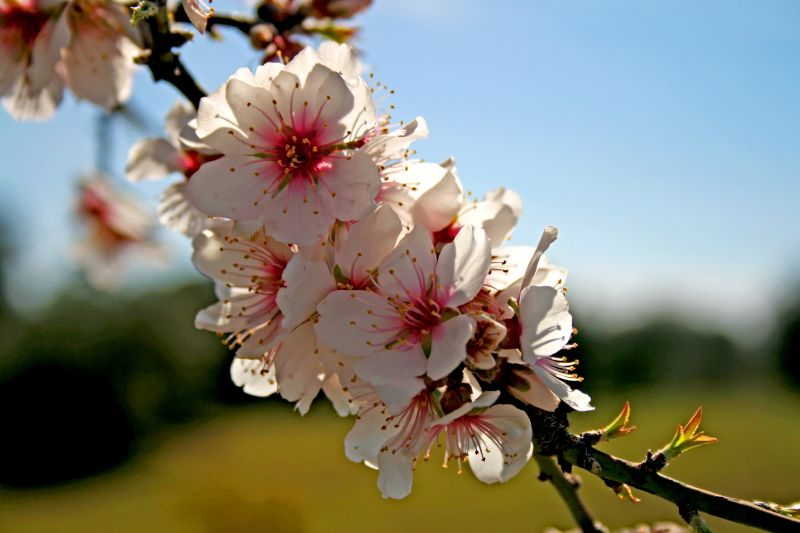
Une fleur d'amandier. La monoculture d'amandes en Californie centrale est à ce point optimisée qu'elle a concentré 56 % de la production mondiale en 2010. Elle requiert le brassage de la majorité des ruchers des États-Unis, qui y sont transportés par camions à l'occasion de la floraison. Aucune herbe ne pousse sur ces terrains strictement arrosés de pesticides et d'engrais, hormis les amandiers cette région serait un désert.

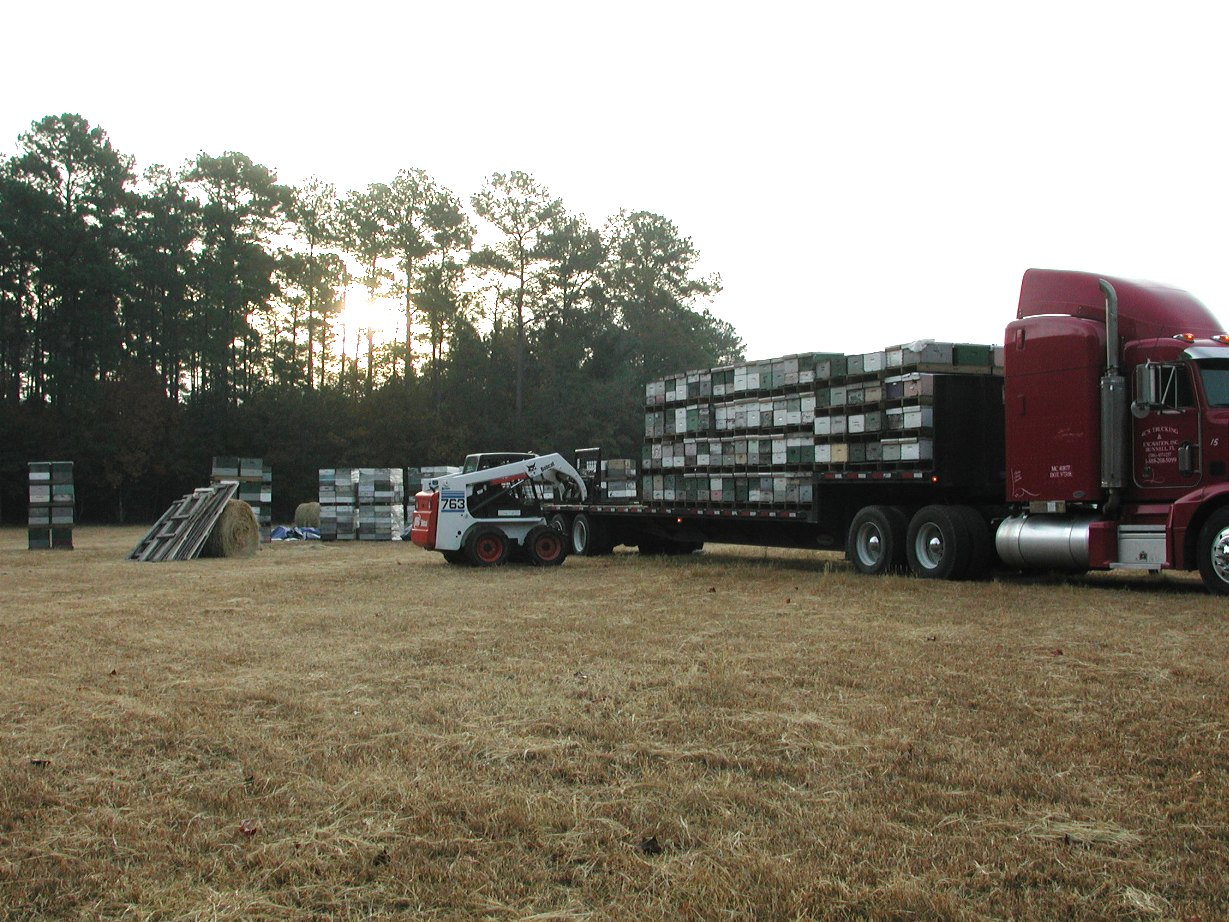
Transport de ruches par camion aux États-Unis.

Le documentaire donne la libre parole à plusieurs acteurs de la filière, et montre une variété de points de vue qui parfois se répondent les uns les autres à des points différents du globe. Des allers et retours entre l'Europe et l'Amérique sont fréquents tout au long du film, qui se termine par une arche de Noé bâtie en Australie, au large de Perth.
La narration de Charles Berling évoque, par des intonations et scansions, la relation qu'entretiennent l'homme et l'abeille depuis la récolte du miel ; elle amène, à la marge du documentaire, à des prolongements sur la philosophie humaine en elle-même et sa relation avec la nature.

## Production
Cette section ne s'appuie pas, ou pas assez, sur des sources secondaires ou tertiaires indépendantes du sujet.

Pour l'améliorer, ajoutez-en, ou placez des modèles {{Source secondaire souhaitée}} ou {{Source secondaire nécessaire}} sur les passages mal sourcés. (février 2024)
Les nouvelles techniques de prise de vue rapprochée permettent d'obtenir une vision de l'intérieur d'une ruche, avec les hymenoptères en grand écran en train de veiller à un couvain de reine : l'ouverture du film plonge au cœur de leur perspective. Cette vision est reprise plus tard dans le documentaire, au moment où des abeilles sont transportées par camion au travers des États-Unis, de retour d'une pollinisation massive de la monoculture des amandiers californiens. Là, leur sollicitation par les hommes n'est plus la production de miel, mais la pollinisation d'une monoculture intensivement conditionnée par des intrants, fertilisants et pesticides, ce qui occasionne plus de 30 % de pertes aux apiculteurs par saison. Les abeilles exténuées par ce voyage en ressortent si épuisées qu'elles sont nourries par des bacs d'eau sucrée assortie d'apports vitaminiques. Mais ce ratio est financièrement viable. Les prises de vue s'attardent sur le processus technique mécanisé qui est appliqué à cette matière vivante, lorsque les cadres de ruche sont rabotés au moment de la récolte et réintroduits de force dans de nouvelles ruches sans tenir compte de la séparation des essaims qu'elle suscite.
Le film est résolument pédagogique et indique la fonction pollinisatrice remplie par l'abeille, majoritaire concernant les végétaux produisant des fleurs colorées pour les attirer. La danse des abeilles est longuement expliquée, et son décryptage, le documentaire le souligne, est encore l'objet de recherches de type éthologique en entomologie : il s'agit d'attester du comportement de l'abeille amenée à optimiser ses trajets par ses choix : pour cela les chercheurs transforment l'hyménoptère lui-même en drone balise pour mieux le localiser.
Outre le traitement dans l'économie néolibérale américaine, le film illustre la relation désormais intrinsèque entre les divers métiers de la filière apicole et les abeilles : le procédé d'une entreprise spécialisée dans la mise à disposition de reines (Singer), visant à mettre en compétition 50 alvéoles de nymphes royales placées dans une ruche dépourvue de sa reine, est décrit en détail. Les reines ainsi obtenues sont alors expédiées par le système de colis postal et acheminées au client sous contrainte de temps : une prise de vue où le colis est routé sans ménagement à sa destination par un bumper sur le tapis roulant est explicite de cette intégration du vivant.
Le spectateur pourrait alors croire que le propos simplifierait à un manichéisme consistant à blâmer l'apiculture américaine, en regard d'une apiculture européenne préservée dans les vallées suisses ; mais le scénario rebondit justement sur la considération que la sélection des reines (et leur éradication impitoyable par l'apiculteur suisse, sur un simple trait de comportement) a amené peu à peu à une domestication qui, non seulement les incite à moins essaimer et piquer l'apiculteur, mais également les a rendues plus vulnérables vis-à-vis des agressions de tous ordres.
Les abeilles sont en effondrement dans toutes les régions du Monde, le documentaire le cite mais ne montre pas du doigt un facteur plus qu'un autre concernant le problématique syndrome d'effondrement des colonies. Leurs parasites sont également révélés à l'écran (le varroa, qui rapporté à la taille de l'être humain aurait la grosseur d'un lapin, et la loche).
Le film présente la situation dans la province du Sichuan en Chine comme étant une extinction provoqué par la politique publique d'un État : depuis Mao où les planteurs du nord viennent chercher du pollen dans les régions sud du pays et l'acheminent périlleusement pour effectuer une pollinisation à la main à l'aide d'un pinceau. En fait cette situation est très locale et ne concerne que le Xian de Hanyuan. Elle s'explique non pas par l'élimination des abeilles de la région mais par des difficultés de pollinisation d'une variété de poirier, la Jinhuali, activement promu par l'état chinois après les réformes économiques (les quatre modernisations) lancées après la mort de Mao. Cette variété ne fleurit pas en même temps que le mélange de variétés utilisé traditionnellement, or cet arbre est allogame : il a besoin de pollen d'une autre variété (ce sont des boutures, autrement dit des clones) pour produire des poires de qualité. Après plusieurs essais infructueux d'association avec des variétés compatibles les autorités ont préféré favoriser la pollinisation manuelle à l'aide de pollen importé. Selon l'auteur, 90 % des abeilles ont disparu en Chine. Selon la FAO, la Chine a produit 451 600 tonnes de miel en 2012 ce qui en fait de loin le premier producteur mondial[source insuffisante].
Le documentaire débouche alors sur le point de vue de l'apiculteur anticonformiste de l'Arizona, qui produit du miel à partir de ruches des abeilles dites tueuses. Il considère que des abeilles plus sauvages, moins affaiblies par la sélection génétique opérée par des générations d'apiculteurs, sont plus aptes à survivre, à trouver des emplacements d'essaim que même un ours ne saurait déloger, et même à produire un miel plus abondant que leurs consœurs laissées trop sous l'empire de l'être humain. Ces abeilles plus sauvages, candidates à la survie dans le contexte d'effondrement actuel, refusent par exemple l'introduction d'une reine étrangère à la ruche et la tuent, là où les abeilles domestiques auraient accepté la substitution.

## Sortie
Ce documentaire a été présenté en avant-première au festival international du film de Locarno le 11 août 2012 et au Filmfest Hamburg le 2 octobre suivant. Il est sorti sur les écrans le 25 octobre en Suisse alémanique, le 8 novembre en Allemagne, le 28 novembre en Suisse romande, le 20 février 2013 en France.
C'est le film ayant rencontré le plus large succès en Suisse en 2012.

## Distinctions

### Récompenses
- Remporte le prix cinématographique bavarois 2013 dans la catégorie « film documentaire » (18 janvier 2013) ;
- Remporte le prix du public 2013 aux journées cinématographiques de Soleure (31 janvier 2013) ;
- Remporte le prix du cinéma suisse 2013 dans les catégories « meilleur documentaire » et « meilleure musique de film » (23 mars 2013) ;
- Remporte le Romy 2013 dans la catégorie « meilleur film documentaire », tandis que son producteur Helmut Grasser y remporte le prix du « meilleur producteur de film documentaire » (18 avril 2013) ;
- Remporte le prix du film allemand 2013 dans la catégorie « meilleur film documentaire » (26 avril 2013) ;
- Remporte le prix Walo (de) 2012 dans la catégorie « production cinématographique » (18 mai 2013) ;
- Candidat suisse à l'Oscar 2014 du meilleur film étranger[5] ;
- Remporte le prix du meilleur documentaire 2013 au Festival international du film écologique de Bourges.